# إسلام أباد غني (بختاجرد)
إسلام أباد غني (بالفارسية: اسلام‌آباد غنی) هي قرية تقع في إيران في البلدة المركزية. يقدر عدد سكانها بـ 64 نسمة .